# Siphoeggerella
Siphoeggerella es un género de foraminífero bentónico considerado un sinónimo posterior de Karreriella de la subfamilia Eggerellinae, de la familia Eggerellidae, de la superfamilia Eggerelloidea, del suborden Textulariina y del orden Textulariida. Su especie tipo era Gaudryina siphonella. Su rango cronoestratigráfico abarcaba el Plioceno.

## Discusión
Clasificaciones previas incluían Siphoeggerella en la superfamilia Textularioidea, del suborden Textulariina y del orden Textulariida.

## Clasificación
Siphoeggerella incluía a la siguiente especie:
- Siphoeggerella siphonella †